# CPR-kontoret
CPR-kontoret er et kontor under Social- og Indenrigsministeriet, det er oprettet for at drive Det Centrale Personregister.
CPR-kontorets hovedopgaver er salg af data til CPR’s kunder, drift og vedligeholdelse samt udvikling af CPR-systemet og dets produkter og juridisk sagsbehandling